# Cristiano II di Anhalt-Bernburg
Cristiano II di Anhalt-Bernburg, detto anche Cristiano il Giovane (Amberg, 11 agosto 1599 – Bernburg, 22 settembre 1656), è stato un letterato tedesco, principe di Anhalt-Bernburg.

## Biografia
Era figlio del principe Cristiano I di Anhalt-Bernburg e della contessa Anna, figlia a sua volta di Arnoldo III di Bentheim-Tecklenburg e Maddalena di Neuenahr-Alpen. Nacque nel Castello di Amberg, dove suo padre risiedeva. Venne subito indirizzato ad aderire ad una cultura filoeuropea, imparando il francese e l'italiano. Tra  il 1608 ed il 1609 studiò a Ginevra con il cugino Giovanni Casimiro di Anhalt-Dessau, accompagnato da due tutori, Markus Friedrich Wendelin e Peter von Sebottendorf. Il soggiorno comprese anche il tipico tour in Francia, Italia ed Inghilterra.
In occasione del suo diciannovesimo anno di età entrò a far parte dell'esercito della guerra dei Trent'anni. Partecipò alla battaglia della Montagna Bianca (1620), in seguito alla quale il padre fu proscritto e bandito: il giovane Cristiano, che aveva comandato due reggimenti al servizio del padre, fu preso prigioniero, ma riuscì, recandosi a Vienna, a rientrare nei favori dell'imperatore Ferdinando II e tornò a Bernburg nel 1621.
Aderì alla Società dei Carpofori, fondata da suo zio, il principe Luigi I di Anhalt-Köthen.
Dopo la morte del padre, nell'aprile del 1630, spostò la sede del principato a Bernburg. Gli anni di guerra avevano messo il principato di Anhalt-Bernburg a dura prova e si aggiunse una peste scoppiata proprio in quell'anno nella città, mietendo oltre 1 700 vittime.

## Matrimonio e figli
Cristiano II sposò Eleonora Sofia di Schleswig-Holstein-Sonderburg (1603-1675), figlia del duca Giovanni. La coppia ebbe in tutto 15 figli, solo alcuni dei quali raggiunsero l'età adulta:
- Berengario (1626-1627)
- Sofia (1627-1627)
- Gioacchino Ernesto (1629-1629)
- Cristiano (1631-1631)
- Earthling (1632-1649)
- Bodislavo (1633-1634)
- Vittorio Amedeo (1634-1718)
- Eleonora Edvige (1635-1685)
- Ernestina (1636-1659)
- Angelica (1639-1688)
- Anna Sofia (1640-1704), sposò il conte Giorgio Federico di Solms-Sonnewalde (1626-1688)
- Carlo (1642-1660)
- Ferdinando (1643-1645)
- Maria (1645-1655)
- Anna Elisabetta (1647-1680), sposò il duca Cristiano Ulrico I di Württemberg-Bernstadt

Cristiano II morì nel 1656 a Bernburg e venne sepolto nella chiesa del castello, dedicata a sant'Egidio. Gli succedette il primogenito maschio sopravvissutogli, il ventiduenne Vittorio Amedeo.
Il suo diario, in 14 volumi, può essere ad oggi ricordato uno dei documenti più completi per lo studio della Guerra dei Trent'anni

## Ascendenza
|                                            |                                          |                                         | Genitori                                       |  |  | Nonni |  |  | Bisnonni                              |  |  | Trisnonni                            |  |
|                                            |                                          |                                         |                                                |  |  |       |  |  | Giovanni V, principe di Anhalt-Zerbst |  |  | Ernesto I, principe di Anhalt-Dessau |  |
|                                            |                                          |                                         |                                                |  |  |       |  |  | Giovanni V, principe di Anhalt-Zerbst |  |  | Ernesto I, principe di Anhalt-Dessau |  |
|                                            |                                          | Margherita di Münsterberg-Oels          |                                                |  |  |       |  |  | Giovanni V, principe di Anhalt-Zerbst |  |  |                                      |  |
| Gioacchino Ernesto, principe di Anhalt     |                                          |                                         |                                                |  |  |       |  |  | Giovanni V, principe di Anhalt-Zerbst |  |  |                                      |  |
|                                            |                                          | Margherita di Brandeburgo               | Gioacchino I, principe elettore di Brandeburgo |  |  |       |  |  |                                       |  |  |                                      |  |
|                                            |                                          | Margherita di Brandeburgo               | Gioacchino I, principe elettore di Brandeburgo |  |  |       |  |  |                                       |  |  |                                      |  |
|                                            |                                          | Margherita di Brandeburgo               | Elisabetta di Danimarca                        |  |  |       |  |  |                                       |  |  |                                      |  |
| Cristiano I, principe di Anhalt-Bernburg   |                                          | Margherita di Brandeburgo               |                                                |  |  |       |  |  |                                       |  |  |                                      |  |
|                                            |                                          | Volfango I, conte di Barby-Mühlingen    | Burcardo VII, conte di Barby-Mühlingen         |  |  |       |  |  |                                       |  |  |                                      |  |
|                                            |                                          | Volfango I, conte di Barby-Mühlingen    | Burcardo VII, conte di Barby-Mühlingen         |  |  |       |  |  |                                       |  |  |                                      |  |
|                                            |                                          | Volfango I, conte di Barby-Mühlingen    | Maddalena di Meclemburgo-Stargard              |  |  |       |  |  |                                       |  |  |                                      |  |
| Agnese di Barby-Mühlingen                  |                                          | Volfango I, conte di Barby-Mühlingen    |                                                |  |  |       |  |  |                                       |  |  |                                      |  |
|                                            |                                          | Agnese di Mansfeld-Mittelort            | Gebardo VII, conte di Mansfeld-Mittelort       |  |  |       |  |  |                                       |  |  |                                      |  |
|                                            |                                          | Agnese di Mansfeld-Mittelort            | Gebardo VII, conte di Mansfeld-Mittelort       |  |  |       |  |  |                                       |  |  |                                      |  |
|                                            |                                          | Agnese di Mansfeld-Mittelort            | Margherita di Gleichen-Blankenhein             |  |  |       |  |  |                                       |  |  |                                      |  |
| Cristiano II, principe di Anhalt-Bernburg  |                                          | Agnese di Mansfeld-Mittelort            |                                                |  |  |       |  |  |                                       |  |  |                                      |  |
|                                            | Eberwin III, conte di Bentheim-Steinfurt | Arnoldo II, conte di Bentheim-Steinfurt |                                                |  |  |       |  |  |                                       |  |  |                                      |  |
|                                            | Eberwin III, conte di Bentheim-Steinfurt | Arnoldo II, conte di Bentheim-Steinfurt |                                                |  |  |       |  |  |                                       |  |  |                                      |  |
|                                            | Eberwin III, conte di Bentheim-Steinfurt | Valburga di Brederode                   |                                                |  |  |       |  |  |                                       |  |  |                                      |  |
| Arnoldo III, conte di Bentheim-Tecklenburg | Eberwin III, conte di Bentheim-Steinfurt |                                         |                                                |  |  |       |  |  |                                       |  |  |                                      |  |
|                                            |                                          | Anna, contessa di Tecklenburg-Schwerin  | Corrado, conte di Tecklenburg-Schwerin         |  |  |       |  |  |                                       |  |  |                                      |  |
|                                            |                                          | Anna, contessa di Tecklenburg-Schwerin  | Corrado, conte di Tecklenburg-Schwerin         |  |  |       |  |  |                                       |  |  |                                      |  |
|                                            |                                          | Anna, contessa di Tecklenburg-Schwerin  | Matilde d'Assia                                |  |  |       |  |  |                                       |  |  |                                      |  |
| Anna di Bentheim-Tecklenburg               |                                          | Anna, contessa di Tecklenburg-Schwerin  |                                                |  |  |       |  |  |                                       |  |  |                                      |  |
|                                            |                                          | Gumprecht II, conte di Neuenahr-Alpen   | Gumprecht I, conte di Neuenahr-Alpen           |  |  |       |  |  |                                       |  |  |                                      |  |
|                                            |                                          | Gumprecht II, conte di Neuenahr-Alpen   | Gumprecht I, conte di Neuenahr-Alpen           |  |  |       |  |  |                                       |  |  |                                      |  |
|                                            |                                          | Gumprecht II, conte di Neuenahr-Alpen   | Amalia di Wertheim                             |  |  |       |  |  |                                       |  |  |                                      |  |
| Maddalena di Neuenahr-Alpen                |                                          | Gumprecht II, conte di Neuenahr-Alpen   |                                                |  |  |       |  |  |                                       |  |  |                                      |  |
|                                            |                                          | Amöne di Daun-Falkenstein               | Wirich V, conte di Daun-Falkenstein            |  |  |       |  |  |                                       |  |  |                                      |  |
|                                            |                                          | Amöne di Daun-Falkenstein               | Wirich V, conte di Daun-Falkenstein            |  |  |       |  |  |                                       |  |  |                                      |  |
|                                            |                                          | Amöne di Daun-Falkenstein               | Ermengarda di Sayn                             |  |  |       |  |  |                                       |  |  |                                      |  |
|                                            |                                          | Amöne di Daun-Falkenstein               |                                                |  |  |       |  |  |                                       |  |  |                                      |  |